# Martinique-Passage
Die Martinique-Passage ist eine in Ost-West-Richtung verlaufende Meerenge in der Karibik, die zwischen der Insel Dominica (im Norden) und der Insel Martinique (im Süden) liegt. Beide Inseln gehören zu den Kleinen Antillen.
Dominica ist eine selbständige Inselnation, während Martinique ein französisches Übersee-Département ist.
Die Martinique-Passage stellt eine Verbindung zwischen dem Karibischen Meer im Westen und dem Atlantik im Osten her.
Die Martinique-Passage sollte nicht verwechselt werden mit dem Martinique Channel zwischen St. Vincent und den Grenadinen und Grenada weiter südlich.